# 充電率
充電率（じゅうでんりつ）または充電状態（英語: State of charge、略称: SoC）は、電池の容量と相対的な充電レベルである。SoCは充電性や充電深度とも訳される。SoCは通常パーセントで表される（0% = 空; 100% = 満充電）。同じ指標の別形式として、100 - SoCと計算される放電深度（Depth of discharge、略称: DoD）がある（100% = 空; 0% = 満充電）。SoCが使用中の電池の現在の状態を議論する時に通常使われるのに対して、DoDは繰り返し使用した後の電池の寿命について議論する時に使われていることが多い。

## 電気自動車
二次電池式電気自動車（BEV）では、バッテリーパックについてのSoCは内燃機関車の燃料計と同じ意味を持つ。ダッシュボード上にパーセント表示されている充電率（特にプラグインハイブリッド車）が実際の充電レベルを示している訳ではないことは留意すべきである。電池に貯蔵されているエネルギーの内で顕著な量がハイブリッド車を作動させるために取ってある。例えば、三菱・アウトランダーPHEVで運転手に充電率0%と表示されている時の実際の充電レベルは20 - 22%である。BMW・i3 REXでは、SoCのおよそ6%がPHEVのような動作のために取って置かれる。評論家はテスラ車のSoCは実際は30 - 80%の範囲と述べている。

## SoCの決定方法
大抵は、SoCを直接的に測定することはできないが、直接的に測定できる変数から推定することができる（定電流で充電、放電させる方法など）。間接的な決定方法としては、
- 化学的方法
- 電圧
- 電流の積分
- カルマンフィルタリング
- 圧力

の5つの方法がある。

### 化学的方法
この方法は電池の電解液の比重を、電池のSoCの指標として使用するものである。電解液の比重を調べるためには浮秤が使われる。
最近は、浸漬式屈折率測定が充電率を継続的に監視するための実行可能な方法であることが示されている。電解液の屈折率はセルの電解液の比重（密度）と直接的に関連付けられる。

### 電圧
この方法は電池の電圧の測定値をSoCへ変換する。変換には電池の既知の放電曲線（電圧 vs. SoC）が使われる。しかしながら、電圧は電流と温度によって顕著な影響を受ける。電圧の測定値を、電流と比例する補正項で補正したり、電池の開回路電圧と温度の関係の参照表を用いることによってより正確に充電率を見積ることができる。

### 電流積分法
「クーロンカウンティング」としても知られるこの方法は、電流を測定し、時間で積分することによってSoCを計算する。この方法の短所は測定値が長期的にドリフトすること、参照点がないことである。したがって、SoCは定期的に校正されなければならない（充電器が満充電と判断した時をSoCを100%にリセットするなど）。

### カルマンフィルタリング
電圧法と電流積分法の欠点を克服するために、カルマンフィルターを使うことができる。電池は電気モデルでモデル化することができる。カルマンフィルターはこの電気モデルを使って、電流による過電圧を予測する。クーロンカウンティングと組み合わせることで、充電状態を正確に推定することができる。カルマンフィルターの強みは、電池の電圧とクーロンカウンティングの信頼度を実時間で調整できることにある。

### 圧力法
この方法は特定のニッケル・水素充電池で使うことができる。ニッケル・水素充電池の内圧は充電されると急速に増大する。